# Ola Obarska
Olimpia Obarska-Forkasiewicz, cunoscută cu numele ei de scenă Ola Obarska, (n. 1 iunie 1910, Września, Regatul Prusiei, Imperiul German – d. 1 ianuarie 1994, Varșovia, Polonia) a fost o actriță, cântăreață, jurnalistă și textieră poloneză